# Kardinalvävare
Kardinalvävare (Quelea cardinalis) är en fågel i familjen vävare inom ordningen tättingar.

## Utseende och läte
Häckande hane kardinalvävare är en karakteristisk fågel med rött huvud. Jämfört med hane blodnäbbsvävare har den mindre rött i nacken men mer på bröstet. Hona och hane utanför häckningstid är mer anspråkslöst brunstreckade med beigefärgade ögonbryn. Lätet är ett grovt "chyet" och sången består av en accererande serie med upprörda toner.

## Utbredning och systematik
Kardinalvävaren förekommer från södra Sydsudan, nordöstra Demokratiska republiken Kongo, Uganda och västra Kenya söderut till centrala och östra Zambia samt centrala Malawi. Den ses även sällsynt utanför häckningstid i Etiopien. Arten behandlas antingen som monotypisk eller delas in i två underarter med följande utbredning:
- Quelea cardinalis cardinalis – södra Sudan, södra Etiopien, Uganda, nordvästra Kenya, Rwanda och nordvästra Tanzania
- Quelea cardinalis rhodesiae – sydöstra Kenya, Tanzania och Zambia

## Levnadssätt
Kardinalvävaren hittas i fuktiga gräsrika miljöer där den dyker upp efter regn. Revirhävdande hanar är lätta att få syn på, men ustanför häckningstid lever den tillbakadraget i flockar med andra vävare och siskor.

## Status
Arten har ett stort utbredningsområde och beståndet anses stabilt. Internationella naturvårdsunionen IUCN listar den därför som livskraftig (LC).